# 青龙街道 (常州市)
青龙街道，是中华人民共和国江苏省常州市天宁区下辖的一个乡镇级行政单位。

## 行政区划
青龙街道下辖以下地区：
青龙苑社区、彩虹城社区、紫云苑社区、常青村、三里村、亚新村、洋头桥村、福成村、北塘村、勤丰村、新丰村、勤业村、青锋村和东风村。